# 東京三世社
株式会社東京三世社（とうきょうさんせいしゃ）は、1952年から2010年まで存在した成人向け出版中心の日本の出版社。三世社、三世新社を前身とする。

## 概要
成人向け雑誌の出版を中心に一般書も手掛けていた。成人向け雑誌では辰巳出版や新樹書房と並ぶ老舗。成人向け出版社の源流の1つであり、同社出身者が立ち上げた成人向け出版社にはサン出版、司書房、三和出版などがある。1964年に東京都で青少年保護育成条例が施行されて以降、各都道府県で出版物が有害図書と指定されることが多かった。
成年コミックでは「DO COMICS（ドゥ・コミックス）」「LE・COMICS（ル・コミックス）」の2レーベルを展開した。グループ会社には、株式会社フロム出版、株式会社ブックスレディがあった。
ビデオやゲームのネット配信も手がけた。

## 沿革
ゾッキ本屋の一三堂で財を成した石坂幸男により三世社が設立され、1952年から『読切倶楽部』を創刊した。この頃、作家の吉行淳之介が『読切倶楽部』の編集者として在籍。俳優の中村メイ子も吉行の知人だったことから、同誌の座談会やインタビュー記事の担当者として在籍した。
その後、三世新社となり、1968年9月に東京三世社が設立。
1970年創刊の『SMセレクト』でSM雑誌の創刊ブームを巻き起こすなど、1970年代初期のポルノブームに乗りアダルト雑誌を手がけ、アダルト誌出版社が乱立し休刊する中で着実に業績を伸ばし、売り上げランキング上位に入るアダルト雑誌を多数出版した。
1978年からは、編集プロダクションスタジオIWAOに外注したSF漫画雑誌『少年少女SFマンガ競作大全集』を刊行。誌名を『SFマンガ競作大全集』『SFマンガ大全集』『月刊WHAT（ワット）』と変更しながら1985年にかけて刊行された。この雑誌に作品を掲載した山田ミネコ、佐々木淳子、樹村みのりなどの著名少女漫画作家の作品や、高橋留美子、新田たつお、ひさうちみちお、星野之宣、福山庸治といった少年漫画作家の作品も多数出版した。
2000年代には主にアダルト系の雑誌・ムック本のほか、雑誌ではパズル関連、ムック本では自動車・パソコン関係などを取り扱っていた。
2005年に45億円の売上高でピークを迎えたが、2006年から赤字になる。2007年5月に社長が山岡真一郎から中村勝郎に交代し、山岡は代表権を持つ会長に就任。4年連続赤字の事態を受け、2010年9月末に営業を停止した。以後、返品処理など任意整理の上、会社を清算した。

## 事業

### 書籍
- 『多湖輝の頭のショック療法』ISBN 978-4-8126-2442-5
- 『アロマ健康マッサージ』ISBN 978-4812624302

### 雑誌
- 読切倶楽部（1951年3月 - 1970年7月）
- 実話雑誌（1952年2月 - 1971年）
- 週刊モダン日本（1952年 - 1959年8月）※前身は1930年10月に創刊
- 映画エロチカ封切館PINKY（1970年 - 1974年4月））
- SMセレクト（1971年1月 - 1990年6月）
- MEN[11]（1973年12月）
- 漫画エロチスト（1977年11月 - 1982年5月）
- 漫画ダンディOFダンディ（1978年8月）
- 少年少女SFマンガ競作大全集PART1 - 20（1979年7月 - 1983年）
- 漫画バンプ（1979年11月 - 2003年4月）
- 漫画ビッグエロブン[3]（1979年12月 - 1980年7月）
- オレンジ通信〔AV情報誌〕（1981年12月 - 2009年4月）
- 月刊WHAT（1985年11月 - 1986年10月）
- 月刊MOGA（1986年5月 - 1986年11月）
- COMICロリタッチ（1986年9月 - 1991年04月）
- City press[12]〔風俗情報誌[13]、誌名表記は『シティプレス』[13]とも〕（1986年[13] - 2007年頃[14]）
- コットンクラブ（1989年 - 1990年9月）
- 台風クラブ（1989年5月号 - 1993年12月号）
- 熱写ボーイ〔素人投稿誌〕（1990年9月 - 2010年11月）
- COMIC BABE(1990年9月 - 1991年8月）
- コットンコミック（1990年11月 - 2003年10月）
- COMIC Beat（1991年05月 - 1999年01月）
- 月刊コミック・シェイク（1991年09月 - 1996年03月）
- コミック・ショコラ（1992年 - 1993年2月）
- コミック パフェ（1992年12月 - 1993年1月）
- 漫画Pop's（1997年4 - 1998年7月）
- まんが愛！姫（1998年8 - 2003年7月）
- Comic Site（1999年2月 - 2002年4月）
- COMIC華乱（1999年5月 - 2000年9月）
- コミックとろろ（2000年12月 - 2001年4月）
- 千人斬り（2001年 - 2006年）
- コミックミニモン（2002年6月 - 2006年8月）
- まんが哀姫（2003年10月 - 2006年9月）
- コミックメガドリーム（2004年9月 - 2004年12月）
- COMICりとぴぃ（2004年11月 - 2005年4月）
- CHOギャオス（2005年12月 - 2009年9月）
- ラブスポ〔スポーツ美少女〕（2005年 - 2008年6月）
- コミックフェロモン〔成年コミック誌〕（2006年10月 - 2007年01月）
- デカメロン（2006年 - 2007年）
- 耽美小説（2006年3月 - 2009年07月）
- チョベリグ （2006年11月）
- AV裏DVD特選速報（2006年4 - 2010年10月）
- チョベコミ!〔ギャル/キャバ嬢〕（2007年3月 - 2010年11月）
- どんだけGirls Splash!!（2008年 - 2010年1月）

### 成年コミックアンソロジー
- リリパット（1987年7月 - 1988年11月）
- ラブピアス（1989年1月 - 1991年3月）
- リトルピアス（1996年01月 - 2006年1月）
- ピアスクラブ（1994年 - 1997年4月）
- ピアスクラブEX（1997年5月 - 1998年10月）
- 任務失敗（2005年10月 - 2006年7月）

### 直営店
- DO! BOOKS - 秋葉原に出店。男性向け美少女コミック中心の品揃えで、自社のみならず他社の出版物も扱った。2007年に閉店。